# Cybaeus minoensis
Cybaeus minoensis är en spindelart som beskrevs av Kobayashi 2006. Cybaeus minoensis ingår i släktet Cybaeus och familjen vattenspindlar. Inga underarter finns listade i Catalogue of Life.